# 울고 싶어라
"울고 싶어라"는 1989년에 개봉한 대한민국의 영화이다.

## 캐스팅
- 이남이
- 견미리
- 박윤배
- 김기종
- 장동일
- 이정웅
- 안대욱
- 김경란
- 유경애
- 추영
- 하흥원
- 김도화